# 桜庭わかな
桜庭 わかな（さくらば わかな、1977年10月14日 - ）は、日本の女性声優・作家・歌手。茨城県出身。主に全年齢向けのゲームやラジオなどに出演。声優業の傍ら、作家活動も行っている。旧芸名は緒川ゆみこ。

## 人物
衆議院議員の秘書などを経て、レーベル会社「ティームエンタテインメント」でアルバイトをしていた時に、社内で『ギルティギアXX』のドラマCDの企画会議が行われる。スタッフの「エイプリルの声優を誰にしようか」との声に「それ、私がやります」と進言（当時の桜庭は素人）。それがきっかけとなり、声優デビューを果たす。
海老とアボカドとお寿司が好き。料理が得意。かなりの人見知り。先輩声優などからは「サクちゃん」「わかなちゃん」と呼ばれている。「プロであるということの恐ろしさに改めて気付いた」「声だけで人間を表現し得る力が要る」「私は甘すぎる」と自身のブログに記載。そのきっかけとなった人物として、声優の林原めぐみの名前を挙げている。2008年11月20日に一迅社文庫から『なにいろアスタリスク！』で作家デビュー。

## 出演

### ゲーム
- 僕と、僕らの夏（2002年、倉林和典）- DC版
- GUILTY GEAR XX（2002年、エイプリル・ジャスティス）
- お嬢様組曲（2005年、上原睦子）
- お嬢様組曲 -Sweet Concert-（2007年、上原睦子）
- GUILTY GEAR 2 OVERTURE（2007年、エイプリル・ジャスティス）
- Blue-Sky-Blue【s】 -空を舞う翼（篠瀬ともみ）
- ラジルギノア（2009年、三島ルキ）

### ドラマCD
- GUILTY GEAR XX（エイプリル・ジャスティス）
- GGXX ドラマCD BLACK（エイプリル・ジャスティス）
- Nursery Rhyme -ナーサリィ☆ライム- ドラマCD「Life is sweet」（2006年、ティータ・F・ブラント）
- いつ空＆ナーサリィ☆ライムデスクトップアクセサリーしゅがぽ!（ティータ・F・ブラント）

### Webコンテンツ
- こちら整理屋本舗社長救済部（雨宮まゆり）
- ホラーサウンドノベル・隣人（悠木翔子）

### ラジオ
- 社長さんは死なないっ ごぉるでん!!（メインパーソリティ、「こちら整理屋本舗社長救済部」内）
- UNTOUCHABLE ZAMURAI

## ディスコグラフィ

### 企画CD
| 発売日   | 商品名                         | 歌                                                      | 楽曲                                 | 備考           |
| 2005年   | 2005年                         | 2005年                                                  | 2005年                               | 2005年         |
| -------- | ------------------------------ | ------------------------------------------------------- | ------------------------------------ | -------------- |
| 8月      | mignon                         | 桜庭わかな                                              | 「Beyond the Dark」                  |                |
| 12月30日 | beauty of ruin                 | 桜庭わかな                                              | 「beauty of ruin I〜prophecy」       |                |
| 2006年   |                                |                                                         |                                      |                |
| 8月      | over the surges                | 桜庭わかな                                              | 「BAR "Depraved HEAVEN"」            |                |
| 8月17日  | 天人草奇譚                     | 桜庭わかな                                              | 「天人草奇譚」                       | ボーカル・芝居 |
| 2007年   |                                |                                                         |                                      |                |
| 8月      | La Fatalite                    | 桜庭わかな                                              | 「おかえりビーグル」（本人作詞）     |                |
| 12月31日 | マリアスノニウムの謝肉祭       | 桜庭わかな                                              | 「人形使い」                         |                |
| 12月31日 | マリアスノニウムの謝肉祭       | 観月あんみ・鮎・Jenya・楠鈴音・桜庭わかな・ぬきちゃん。 | 「プロムナード」                     |                |
| 2008年   |                                |                                                         |                                      |                |
| 8月16日  | 9つの緋色                      | 桜庭わかな                                              | 「Far wandering〜7つめのアレクトラ」 |                |
| 8月16日  | METAPHASIC CHILD               | 桜庭わかな                                              | 「火星から来た女」                   | ボーカル・朗読 |
| 12月     | アクルグ解析による自由への教唆 | 桜庭わかな                                              | 「magusの対偶」                      |                |
| 2010年   |                                |                                                         |                                      |                |
| 8月14日  | 墟律のサンプル                 | 桜庭わかな                                              | 「MEMORANDOOM」                      |                |
| 2011年   |                                |                                                         |                                      |                |
| 8月      | Reception for witnesses        | 桜庭わかな                                              | 「MONOPOLE/ANNIHILATION」            |                |
| 2012年   |                                |                                                         |                                      |                |
| 8月      | 蓋然性進化論Ⅰ                  | 桜庭わかな                                              | 「ラプラスの戯曲」                   |                |
| 2018年   |                                |                                                         |                                      |                |
| 8月10日  | カロタクシス                   | 桜庭わかな                                              | 「Amadeus」                          |                |

## その他

### 書籍
- なにいろアスタリスク！（2008年、一迅社文庫）